# Amegilla aerizusa
Amegilla aerizusa es una especie de abeja excavadora perteneciente al género Amegilla, categorizada en la tribu Anthophorini, de la subfamilia Apinae.
Fue descrita por el entomólogo francés Arthur Louis Marie Joseph Vachal en 1903. Aparece registrada y publicada en una sección de Catalogue of Afrotropical bees (Hymenoptera: Apoidea: Apiformes). Zootaxa, Vol. 2455 de 2010.

## Distribución
Se distribuye por África, específicamente en los países de Sierra Leona, Gabón, Camerún y Kenia (provincia de Nyanza).